# Sclerophrys gutturalis
Sclerophrys gutturalis, anche nota come Rana comune africana (Power, 1927), è una specie di anfibio anuro della famiglia Bufonidae, diffuso nei seguenti stati africani: Angola, Botswana, eSwatini, Etiopia,Kenya, Lesotho, Malawi, Mauritius, Mozambico, Namibia, Repubblica Democratica del Congo, Riunione, Somalia, Sudafrica, Tanzania, Zambia.